# Concepción de Santa Ana
María de la Concepción de Santa Ana Fernández (Granada, 18 de enero de 1973) es una política española miembro del Partido Popular. Fue diputada por Granada desde el 9 de marzo de 2008, miembro del Congreso de los Diputados para las IX, X, XI y XII legislaturas.

## Biografía

### Profesión
Es ingeniera de caminos, canales y puertos por la Universidad de Granada y ejerció en el sector privado entre 2001 y 2008.

### Carrera política
Es vicesecretaria del partido en Granada.
El 9 de marzo de 2008, fue elegida diputada por Granada al Congreso de los Diputados y reelegida en 2011, 2015 y 2016.